# Ololygon luizotavioi
Espèce
Synonymes
- Scinax luizotavioi (Caramaschi & Kisteumacher, 1989)

Statut de conservation UICN

 LC  : Préoccupation mineure
Ololygon luizotavioi est une espèce d'amphibiens de la famille des Hylidae.

## Répartition
Cette espèce est endémique de l'État du Minas Gerais au Brésil. Elle se rencontre au-dessus de 700 m d'altitude dans la serra do Espinhaço jusqu'à la serra do Caraça.

## Description
Les femelles mesurent de 27,0 à 32,4 mm.

## Étymologie
Cette espèce est nommée en l'honneur de Luiz Otávio Possas Gonçalves.

## Publication originale
- Caramaschi & Kisteumacher, 1989 : Duas novas espécies de Ololygon Fitzinger, 1843, do sudeste do Brasil (Amphibia, Anura, Hylidae). Boletim do Museu Nacional, Nóva Serie, Zoologia, vol. 327, p. 1–15.